# سرخیو لئون
سرخیو لئون (انگلیسی: Sergio León؛ زادهٔ ۶ ژانویهٔ ۱۹۸۹) بازیکن فوتبال اهل اسپانیا است.
از باشگاه‌هایی که در آن بازی کرده‌است می‌توان به باشگاه فوتبال رئال مورسیا، باشگاه فوتبال رئال بتیس، باشگاه فوتبال لوانته، باشگاه فوتبال الچه، و باشگاه فوتبال اوساسونا اشاره کرد.